# Ловягин, Евграф Иванович
Евграф Иванович Ловягин (10 (22) декабря 1822—27 марта (9 апреля) 1909) — русский богослов, специалист в области переводов Библии, заслуженный профессор Санкт-Петербургской духовной академии.

## Биография
Родился 10 (22) декабря 1822 года в семье протоиерея Преображенского кафедрального собора Твери, ректора Тверского духовного училища, магистра богословия Ивана Яковлевича Ловягина (1795—1853).
В Тверской семинарии он обучался в 1837—1843 годах вместе с А. Бухаревым. Затем первым по списку окончил Санкт-Петербургскую духовную академию (1847; XVII курс) — вместе с М. Голубевым и В. Наумовым.
Был оставлен бакалавром в родной академии по классу греческого языка. В марте 1849 года за труд об Афанасии Великом («О заслугах св. Афанасия Великого для Церкви в борьбе с арианством», 1850) получил звание магистра богословия. Осенью 1853 года был переведён в класс математики и в вскоре удостоен звания экстраординарного профессора. в апреле 1857 года, вместе с М. А. Голубевым, был возведён в звание ординарного профессора — по кафедре естественных наук, а затем, с упразднением её в 1869 году — по кафедре греческого языка и словесности.
После введения в духовных семинариях устава 1867 года ему было поручено составление программ преподавания в них алгебры, геометрии, тригонометрии и пасхалии — в 1870 году они были разосланы по семинариям.
В 1872 году защитил докторскую диссертацию «Об отношении писателей классических к библейским по воззрениям христианских апологетов» (СПб., 1872).
30 мая 1869 года был произведён в действительные статские советники, а 15 мая 1891 года — в тайные советники.
Е. И. Ловягин был активным участником подготовки синодального перевода Библии: в 1858 году он вошёл в состав комиссии академии по переводу Евангелия от Матфея. В 1860 году вошёл в особый комитет по переводу Ветхого завета. В 1863 году вместе с М. А. Голубевым и И. Е. Троицким тщательно изучал Синайский кодекс, изданный К. Тишендорфом. Кроме этого, Ловягин переводил с греческого многие древние церковные памятники (в том числе богослужебные каноны). Его перу принадлежит и ряд очерков, связанных с проблемами отношения науки и Священного Писания.
Е. И. Ловягин неоднократно исполнял обязанности инспектора и ректора академии; был удостоен звания заслуженного профессора академии.
С 9 января 1895 года — в отставке.
Немало лет он прожил при почти полной потере зрения и слуха. Скончался в пятницу Страстной седмицы. Похоронен на Никольском кладбище Александро-Невской лавры. В одной ограде с ним находятся могилы: Раисы Ивановны Ловягиной (1830—1876), супруги действительного статского советника — вероятно, жены Е. И. Ловягина и Людмилы Евграфовны Смирновой (ум. 20.11.1917). На кладбище также имеются могилы Ивана Евграфовича (1863—1920) и Софии Антоновны (1869—1920) Ловягиных.
Его сын Александр, окончил Александровский лицей; стал известным русским дипломатом.

## Награды
- Орден Святой Анны 2-й степени с императорской короной (1867)
- Орден Святого Владимира 3-й степени (1872)
- Орден Святого Станислава 1-й степени (1877)
- Орден Святой Анны 1-й степени (1881)
- Орден Святого Владимира 2-й степени (1887)

## Некоторые публикации
- Св. Захария, отец Иоанна Предтечи и Крестителя Господня // «Христианское чтение». — 1854. — № 7;
- Богослужебные каноны на греческом, славянском и русском языках. — СПб., 1856[4])
  - 3-е изд. — СПб.: Синод. тип., 1875. — [4], IV, 242 с.
- Разбор суждений новейших естествоиспытателей о земном шаре сравнительно с учением слова божия о видимом мире. — [Санкт-Петербург, 1859]. — 90 с.
- О предположениях новейших теологов, несогласных со Св. Писанием // «Странник». — 1860. — № 5;
- Иисус Христос, предсказывающий собственное Воскресение // «Духовная Беседа». — 1861. — № 16;
- Чудесные солнечные явления при Иисусе Навине и пророке Исайи // «Странник». — 1861. — № 9;
- Разбор суждений новейших естествоиспытателей о Ноевом потопе сравнительно с учением Слова Божия об этом предмете // «Христианское чтение». — 1861. — № 11; 1862. — № 1-2;
- Важность библейского сказания о сотворении видимого мира // «Странник». — 1863. — № 6;
- Родословие Господа Иисуса Христа // «Христианское чтение». — 1864. — № 11;
- Физическое происхождение и библейское значение радуги // «Странник». — 1865. — № 4;
- Греческая литургия святого апостола Иакова / Собрание древних литургий, восточных и западных, в переводе на русский язык. т. I. — C. 139-198
- Константин фон Тишендорф и ученые труды его (Некролог) // «Христианское чтение». — 1875. — № 1;
- О форме греческих церковных песнопений // Христианское чтение. — 1876. — № 3-4. — С. 431—540.
- Святый Мефодий — епископ и мученик, отец церкви III-го века / полное собрание его творений, пер. с греч. под ред. Е. Ловягина. — СПб., 1877. — 259 с.
- Две беседы святейшего патриарха константинопольского Фотия по случаю нашествия россов на Константинополь // «Христианское чтение». — 1882. — № 9-10. Спб.
- Избранные места из греческих писаний святых Отцов Церкви до IX-го века. Часть первая. — 1884
- Избранные места из греческих писаний святых Отцов Церкви до IX-го века. Часть вторая. — 1885

В 1894 году Е. И. Ловягин редактировал 1-й том академического издания полного собрания творений Иоанна Златоуста.
современное издание
- Богослужебные каноны на греческом, славянском и русском языках. — М.: Практика, 2015. — 241 с. — ISBN 978-5-89816-140-8[5]